# Pilas y Granadas
Pilas y Granadas är en ort i Mexiko.   Den ligger i kommunen Metztitlán och delstaten Hidalgo, i den sydöstra delen av landet, 120 km norr om huvudstaden Mexico City. Pilas y Granadas ligger 1 318 meter över havet och antalet invånare är 115.
Terrängen runt Pilas y Granadas är huvudsakligen kuperad. Pilas y Granadas ligger nere i en dal. Runt Pilas y Granadas är det ganska glesbefolkat, med 30 invånare per kvadratkilometer. Närmaste större samhälle är Mezquititlán, 8,4 km nordost om Pilas y Granadas. I omgivningarna runt Pilas y Granadas växer huvudsakligen savannskog.